# Intergirl
Intergirl ist ein Film von Pjotr Todorowski nach dem gleichnamigen Roman von Wladimir Kunin. Jelena Jakowlewa ist darin in einer ihrer ersten Hauptrollen zu sehen.

## Inhalt
Tatjana, von Beruf Krankenschwester, arbeitet als Valutaprostituierte in einem Ausländerhotel in Leningrad. Als ihr ein schwedischer Freier einen Heiratsantrag macht, nimmt sie an und geht mit ihm nach Stockholm. Dort scheitert sie an den Verschiedenheiten der gewohnten sowjetischen und der für sie neuen kapitalistischen Gesellschaft.